# Christian Bredsdorff
Niels Christian Møller Bredsdorff (5. september 1836 i Vester Skerninge Præstegård – 27. august 1892) var en dansk skolemand, bror til Johan Ulrik og Thomas Bredsdorff.
Hans far, Christian Hornemann Bredsdorff (1802-1848), gift med Elise Bolette født Møller (1813-1877), var præst. Efter at han, 12 år gammel, havde mistet sin fader, kom han i Odense Katedralskole, hvorfra han blev student 1855. Året efter ansattes han som lærer i Schneekloths Skole i København og tog 1861 teologisk embedseskamen. I krigen 1864 deltog han som menig ved 18. regiment og avancerede til officer. Sammen med pastor Frederik Jungersen oprettede han i 1865 Nørrebros Latin- og Realskole, som han senere bestyrede i forening med cand.philol. G. Bork.
Efter i 5/4 år at have redigeret Ugeblad for Børn og i 3 år fortsættelsen deraf, Nordisk
illustreret Børneblad, overtog han tillige fra 4. årgang Udgivelsen af dette, hvilket i Okt. 1888 begyndte sin 16. årgang. Hertil har han selv leveret talrige bidrag i vers og prosa. En aflægger af dette blad er Indre Missions Børneblad, hvilket han også redigerede. Dernæst har han udgivet talrige børnebøger, både til fornøjelse og belæring.
22. maj 1872 ægtede han Hanne Nikoline Christiane Sofie Købke (22. maj 1850 – 1942), datter af toldassistent Købke og adopteret af oberst i rytteriet Christian Frederik Bramhelft.